# Alberta Labuda
Alberta Maria Teresa Labuda (ur. 8 marca 1917 w Krakowie, zm. 4 czerwca 1999 w Poznaniu) – romanistka, żona historyka Gerarda Labudy.

## Życiorys
Wykształcenie podstawowe odebrała w rodzinnym majątku w Chrobrzu; naukę kontynuowała w gimnazjum SS. Sacré Coeur w Zbylitowskiej Górze koło Tarnowa, które ukończyła w 1935 r. W latach 1935–1939 studiowała w Paryżu i we Lwowie. Pracę magisterską pod kierunkiem prof. Czernego, kierownika romanistyki na lwowskim Uniwersytecie Jana Kazimierza, zdążyła ukończyć przed wybuchem wojny w roku 1939. Natomiast obrona pracy i uzyskanie magisterium doszły do skutku w kwietniu 1944 na tajnym uniwersytecie w Warszawie u prof. Stanisława Wędkiewicza. W czasie wojny przebywała w Chrobrzu i pobliskim Książu Wielkim należącym do ordynacji. Tam poznała Gerarda Labudę, który po ucieczce z włączonego do Rzeszy Pomorza pracował jako buchalter w administracji przejętego przez Niemców majątku chroberskiego. Ślub ich odbył się 18 września 1943 w Warszawie. Od 1945 roku do śmierci mieszkała w Poznaniu, gdzie, podobnie jak mąż, zawodowo związana była z Uniwersytetem im. Adama Mickiewicza (UAM). W latach 80. i 90. aktywnie uczestniczyła w działalności Hospicjum przy parafii św. Jana Kantego w Poznaniu.

## Praca zawodowa
W maju 1945 otrzymała etat asystencki w Katedrze Filologii Romańskiej Uniwersytetu Poznańskiego. Dwukrotnie zwalniana na skutek donosów motywowanych „złym” (arystokratycznym) pochodzeniem. Sprawę sądową przeciwko donosicielowi Alfonsowi Zarachowi wygrała. Niemniej, epilogiem tych wydarzeń było zamknięcie romanistyki na Uniwersytecie Poznańskim w roku 1950. Gdy wraz z końcem stalinizmu i odwilżą październikową romanistyka została na UAM reaktywowana, podjęła tam pracę w r. 1957 na stanowisku asystenta. W roku 1963 obroniła pracę doktorską. W swej działalności wykładowcy uniwersyteckiego skupiała się na dydaktyce, której trzon stanowiły zagadnienia historii literatury francuskiej i teorii literatury. Na emeryturę odeszła jako starszy wykładowca w roku 1977.

## Życie prywatne
Córka Aleksandra Erwina margrabiego Gonzagi-Myszkowskiego hrabiego Wielopolskiego z Chrobrza (1875–1937) i Zofii hrabianki Broel-Plater (1877–1926) z majątku Plinksze na Litwie Kowieńskiej.
Siostra Zygmunta (1901–71), Marii Tarnowskiej (1904–79), Alfreda (1905–96), Zofii Szeptyckiej (1906–94) i Aleksandra (1910–80) – profesora w Instytucie Chemii Organicznej PAN w Warszawie.
Matka pięciorga dzieci: Aleksandra, Iwa, Adama, Damiana i Anastazji Winiger.